# Joseph Nsubuga
Oscar Joseph Nsubuga (ur. 23 października 1955 w Ugandzie, zm. 4 maja 2013 w Helsinkach) – ugandyjski bokser, brązowy medalista mistrzostw świata w Hawanie (1974) w wadze lekkośredniej.

## Kariera amatorska
W roku 1974 reprezentował Ugandę na mistrzostwach świata w Hawanie. Pokonał Lihmdo Kiswanę (Zair) i w ćwierćfinale Sandu Tirilę (Rumunia). W półfinale przegrał z późniejszym srebrnym medalistą Wenezuelczykiem Alfredo Lemusem i zdobył brązowy medal.

## Kariera zawodowa
Karierę zawodową rozpoczął 30 maja 1975. Początkowo przebywał w Finlandii. a następnie przeniósł się do Norwegii. W roku 1979 był klasyfikowany przez magazyn „The Ring” na dziewiątej pozycji w wadze półśredniej.  W styczniu 1980 w Las Vegas zmierzył się ze znakomitym Panamczykiem Roberto Duránem przegrywając przez techniczny nokaut w czwartej rundzie. W maju 1981 przegrał przez techniczny nokaut w pierwszej rundzie z przyszłym mistrzem federacji WBA Amerykaninem Daveyem Moore’em i to by koniec jego kariery. Stoczył 19 walk, z których 16 wygrał i 3 przegrał.